# Campionato mondiale Supersport 300 2022
Il Campionato mondiale Supersport 300 2022 è la sesta edizione del campionato mondiale Supersport 300.

## Stagione
In questa stagione è stata introdotta la limitazione di età a 16 anni (con eccezioni per i piloti che hanno esordito nell'anno precedente) ed è stato ridotto il numero massimo di piloti in griglia a 30, più 2 wildcard.
Il calendario dell'anno precedente è stato confermato sia nell'ordine dei gran premi che nel numero di gare, rispettivamente otto e sedici.
Il campionato piloti è stato vinto dallo spagnolo Álvaro Díaz in sella ad una Yamaha YZF-R3 del team Arco Motor University. La lotta al titolo è rimasta aperta fino all'ultima prova a Portimão laddove l'altro contendente, Victor Steeman, rimane vittima di un grave incidente le cui complicazioni porteranno alla dipartita dello stesso nei giorni seguenti.
Nella classifica costruttori prevale Yamaha che ottiene lo stesso numero di vittorie di Kawasaki, 8 ciascuna, ma conquista il titolo in virtù dei migliori piazzamenti nelle gare non vinte. Questa affermazione, oltre al titolo piloti, mancava alla casa dei tre diapason dalla stagione 2017.

## Piloti partecipanti
Tutte le motociclette in competizione sono equipaggiate con pneumatici forniti dalla Pirelli.
| Nº | Pilota                   | Squadra                                    | Motocicletta       |
| -- | ------------------------ | ------------------------------------------ | ------------------ |
| 2  | Iker García Abella       | Yamaha MS Racing                           | Yamaha YZF-R3      |
| 4  | Sven Doornenbal          | Molenaar Racing                            | Kawasaki Ninja 400 |
| 7  | Máté Számadó             | MTM Kawasaki                               | Kawasaki Ninja 400 |
| 7  | Máté Számadó             | Füsport - RT Motorsports by SKM - Kawasaki | Kawasaki Ninja 400 |
| 8  | Bruno Ieraci             | Prodina Racing                             | Kawasaki Ninja 400 |
| 10 | Davide Conte             | SMW Racing                                 | Kawasaki Ninja 400 |
| 12 | Humberto Maier           | AD78 Team Brasil by MS Racing              | Yamaha YZF-R3      |
| 14 | Alex Millán              | SMW Racing                                 | Kawasaki Ninja 400 |
| 15 | Alfonso Coppola          | VM Racing                                  | Yamaha YZF-R3      |
| 16 | Dinis Borges             | Rame Moto Racing                           | Kawasaki Ninja 400 |
| 18 | Indy Offer               | BrCorse                                    | Yamaha YZF-R3      |
| 19 | Víctor Rodríguez         | 2R Racing                                  | Kawasaki Ninja 400 |
| 21 | Filippo Rovelli          | BrCorse                                    | Yamaha YZF-R3      |
| 23 | Sylvain Markarian        | Leader Team Flembbo                        | Kawasaki Ninja 400 |
| 25 | Mattia Martella          | Prodina Racing                             | Kawasaki Ninja 400 |
| 26 | Mirko Gennai             | BrCorse                                    | Yamaha YZF-R3      |
| 27 | Álvaro Díaz              | Arco Motor University                      | Yamaha YZF-R3      |
| 28 | Lehmann Lennox           | Freudenberg KTM - Paligo Racing            | KTM RC 390 R       |
| 34 | Gašper Hudovernik        | Team Trasimeno                             | Yamaha YZF-R3      |
| 35 | Yeray Saiz Marquez       | Accolade Smrž Racing                       | Kawasaki Ninja 400 |
| 39 | Enzo Valentim Garcia     | AD78 Team Brasil by MS Racing              | Yamaha YZF-R3      |
| 41 | Marc García              | Yamaha MS Racing                           | Yamaha YZF-R3      |
| 43 | Harry Khouri             | Team#109 Kawasaki                          | Kawasaki Ninja 400 |
| 46 | Samuel Di Sora           | Leader Team Flembbo                        | Kawasaki Ninja 400 |
| 47 | Fenton Seabright         | Viñales Racing                             | Yamaha YZF-R3      |
| 48 | Julio García González    | ESP Solutions Motap Racing                 | Kawasaki Ninja 400 |
| 53 | Petr Svoboda             | Accolade Smrž Racing                       | Kawasaki Ninja 400 |
| 53 | Petr Svoboda             | Accolade Smrž Racing                       | Kawasaki Ninja 400 |
| 55 | Unai Calatayud           | Arco Motor University                      | Yamaha YZF-R3      |
| 57 | Aldi Satya Mahendra      | BrCorse                                    | Yamaha YZF-R3      |
| 58 | Iñigo Iglesias           | SMW Racing                                 | Kawasaki Ninja 400 |
| 59 | Alessandro Zanca         | Kawasaki GP Project                        | Kawasaki Ninja 400 |
| 60 | Dirk Geiger              | Füsport - RT Motorsports by SKM - Kawasaki | Kawasaki Ninja 400 |
| 61 | Yuta Okaya               | MTM Kawasaki                               | Kawasaki Ninja 400 |
| 64 | Hugo De Cancellis        | Prodina Racing                             | Kawasaki Ninja 400 |
| 69 | Troy Alberto             | Füsport - RT Motorsports by SKM - Kawasaki | Kawasaki Ninja 400 |
| 72 | Victor Steeman           | MTM Kawasaki                               | Kawasaki Ninja 400 |
| 73 | José Luis Pérez González | Accolade Smrž Racing                       | Kawasaki Ninja 400 |
| 77 | Ruben Bijman             | MTM Kawasaki                               | Kawasaki Ninja 400 |
| 78 | Thom Molenaar            | Molenaar Racing                            | Kawasaki Ninja 400 |
| 79 | Tomás Alonso             | Quaresma Racing                            | Kawasaki Ninja 400 |
| 80 | Gabriele Mastroluca      | ProGP Racing                               | Yamaha YZF-R3      |
| 81 | Ioannis Peristeras       | ProGP Racing                               | Yamaha YZF-R3      |
| 85 | Kevin Sabatucci          | Kawasaki GP Project                        | Kawasaki Ninja 400 |
| 87 | Ton Kawakami             | AD78 Team Brasil by MS Racing              | Yamaha YZF-R3      |
| 88 | Daniel Mogeda            | Team#109 Kawasaki                          | Kawasaki Ninja 400 |
| 89 | Wahyu Nugroho            | BrCorse                                    | Yamaha YZF-R3      |
| 91 | Matteo Vannucci          | AG Motorsport Italia Yamaha                | Yamaha YZF-R3      |
| 92 | Filip Feigl              | Genius Racing                              | Kawasaki Ninja 400 |
| 93 | Marco Gaggi              | Viñales Racing                             | Yamaha YZF-R3      |
| 94 | Loris Chaidron           | Leader Team Flembbo                        | Kawasaki Ninja 400 |
| 95 | Adolfo Delgado           | Viñales Racing                             | Yamaha YZF-R3      |

| Legenda            |
| ------------------ |
| Pilota wildcard    |
| Pilota sostitutivo |

## Calendario
| Nº | Data              | Gran Premio | Circuito    | Pole Position   | Vincitore gara 1 | Vincitore gara 2  | Leader del Campionato | Resoconto |
| -- | ----------------- | ----------- | ----------- | --------------- | ---------------- | ----------------- | --------------------- | --------- |
| 1  | 9 e 10 aprile     | Aragona     | Aragón      | Marc García     | Marc García      | Álvaro Díaz       | Álvaro Díaz           | Resoconto |
| 2  | 23 e 24 aprile    | Paesi Bassi | Assen       | Victor Steeman  | Victor Steeman   | Hugo De Cancellis | Álvaro Díaz           | Resoconto |
| 3  | 21 e 22 maggio    | Portogallo  | Estoril     | Yuta Okaya      | Marc García      | Samuel Di Sora    | Marc García           | Resoconto |
| 4  | 11 e 12 giugno    | Italia      | Misano      | Matteo Vannucci | Matteo Vannucci  | Álvaro Díaz       | Álvaro Díaz           | Resoconto |
| 5  | 30 e 31 luglio    | Rep. Ceca   | Most        | Kevin Sabatucci | Marc García      | Victor Steeman    | Álvaro Díaz           | Resoconto |
| 6  | 10 e 11 settembre | Francia     | Magny-Cours | Victor Steeman  | Matteo Vannucci  | Victor Steeman    | Álvaro Díaz           | Resoconto |
| 7  | 24 e 25 settembre | Catalogna   | Catalogna   | Victor Steeman  | Yuta Okaya       | Victor Steeman    | Álvaro Díaz           | Resoconto |
| 8  | 8 e 9 ottobre     | Portogallo  | Portimão    | Dirk Geiger     | Dirk Geiger      | Mirko Gennai      | Álvaro Díaz           | Resoconto |

## Classifiche

### Classifica Piloti
| Pos. | Pilota                | Moto     |     |     |     |     |     |     |     |     |     |     |     |     |     |     |     |     | P.ti |
| ---- | --------------------- | -------- | --- | --- | --- | --- | --- | --- | --- | --- | --- | --- | --- | --- | --- | --- | --- | --- | ---- |
| 1    | Álvaro Díaz           | Yamaha   | 2   | 1   | 11  | 2   | 6   | 26  | 2   | 1   | 3   | 2   | 3   | 2   | 2   | 4   | 7   | 2   | 259  |
| 2    | Victor Steeman        | Kawasaki | 4   | 21  | 1   | 8   | 4   | 6   | 5   | 3   | 15  | 1   | NC  | 1   | 8   | 1   | Rit | Inf | 180  |
| 3    | Hugo De Cancellis     | Kawasaki | 12  | 12  | 5   | 1   | 27  | 7   | 9   | 4   | 2   | 15  | Rit | 4   | 4   | 2   | 2   | 5   | 171  |
| 4    | Marc García           | Yamaha   | 1   | 2   | 6   | 9   | 1   | 5   | 12  | 13  | 1   | 9   | 2   | 20  | 18  | 21  | 10  | 15  | 164  |
| 5    | Samuel Di Sora        | Kawasaki | 14  | 7   | 2   | 7   | 2   | 1   | 3   | Rit | 13  | 4   | 6   | 13  | 14  | 22  | 9   | 9   | 146  |
| 6    | Mirko Gennai          | Yamaha   | 8   | 6   | 3   | 6   | 25  | 3   | Rit | 7   | 14  | Rit | Rit | 5   | 10  | 3   | 5   | 1   | 140  |
| 7    | Yuta Okaya            | Kawasaki | 5   | Rit | 4   | 3   | 3   | 8   | 8   | 2   | 20  | 7   | NP  | NP  | 1   | 13  | NP  | NP  | 129  |
| 8    | Matteo Vannucci       | Yamaha   | 7   | Rit | 7   | 12  | 8   | 14  | 1   | NP  | 5   | 12  | 1   | 16  | 16  | 16  | 6   | 3   | 123  |
| 9    | Lennox Lehmann        | KTM      | 3   | 3   | 8   | 10  | 7   | 12  | Rit | 6   | 11  | 3   | 4   | 14  | 12  | 17  | 15  | 7   | 119  |
| 10   | Iñigo Iglesias        | Kawasaki | 6   | 5   | Rit | 16  | Rit | 2   | 6   | 12  | NP  | NP  | 5   | 10  | Rit | 10  | 4   | Rit | 91   |
| 11   | Dirk Geiger           | Kawasaki | 17  | 13  | Rit | Rit | 10  | 10  | 7   | 5   | Rit | 6   | 16  | 3   |     |     | 1   | 18  | 86   |
| 12   | Bruno Ieraci          | Kawasaki | 10  | 4   | 9   | 4   | 5   | Rit | Rit | 14  | Rit | 18  | Rit | 8   | 9   | 7   | Rit | 10  | 82   |
| 13   | Humberto Maier        | Yamaha   | 18  | Rit | Rit | 15  | 20  | 11  | 17  | 18  | 6   | 14  | 9   | 9   | 5   | 6   | 3   | Rit | 69   |
| 14   | Kevin Sabatucci       | Kawasaki | 15  | 9   | 12  | 14  | 12  | 4   | 24  | 8   | Rit | 8   | Rit | 6   | 13  | 11  | Rit | 13  | 68   |
| 15   | Ruben Bijman          | Kawasaki | Rit | Rit | 10  | NP  | 9   | 9   | 10  | 9   | 19  | Rit | Es  | Es  | 11  | 12  | Rit | NP  | 42   |
| 16   | José Luis Pérez       | Kawasaki | Inf | Inf | Inf | Inf | Inf | Inf | Inf | Inf | 10  | 5   | 8   | 12  | Rit | 5   | Rit | NP  | 40   |
| 17   | Gabriele Mastroluca   | Yamaha   | Rit | 15  | Rit | 5   | 22  | 16  | 16  | 11  | Rit | 20  | 10  | 11  | 6   | 14  |     |     | 40   |
| 18   | Petr Svoboda          | Kawasaki | 19  | 11  | Rit | 17  | 26  | 17  | 11  | Rit | 24  | 11  | 11  | 7   |     |     |     |     | 29   |
| 19   | Daniel Mogeda         | Kawasaki | 21  | 17  | 19  | 20  | 17  | 22  | 20  | 20  | 4   | 13  | 13  | 18  | Rit | 15  | 13  | 11  | 28   |
| 20   | Ton Kawakami          | Yamaha   | 13  | 8   | Rit | NP  | Inf | Inf | Rit | Rit | Rit | 10  | 7   | 26  | Inf | Inf |     |     | 26   |
| 21   | Marco Gaggi           | Yamaha   | 9   | 10  | 14  | 19  | 14  | 24  | 15  | Rit | 16  | 21  | NP  | NP  | Inf | Inf | 17  | 8   | 26   |
| 22   | Alex Millán           | Kawasaki | 16  | NP  | Inf | Inf | 11  | 15  | 14  | 17  | Rit | Rit | 20  | 17  | 17  | 19  | 12  | 4   | 25   |
| 23   | Julio García González | Kawasaki |     |     |     |     |     |     |     |     |     |     |     |     | 3   | 9   |     |     | 23   |
| 24   | Alfonso Coppola       | Yamaha   |     |     |     |     |     |     | 4   | 10  |     |     |     |     |     |     |     |     | 19   |
| 25   | Enzo Valentim         | Yamaha   |     |     |     |     | 18  | Rit |     |     |     |     |     |     | 21  | 24  | 8   | 6   | 18   |
| 26   | Aldi Satya Mahendra   | Yamaha   |     |     |     |     |     |     |     |     |     |     |     |     | 7   | 8   |     |     | 17   |
| 27   | Iker García           | Yamaha   | 11  | Rit | 15  | 13  | 21  | 19  | Rit | Rit | 8   | 19  | 21  | Rit | 26  | 16  | 21  | 21  | 17   |
| 28   | Troy Alberto          | Kawasaki | Rit | 20  | 21  | 25  | 23  | 18  | 18  | 15  | 9   | 24  | 12  | 15  | 19  | 23  | Rit | Rit | 13   |
| 29   | Yeray Saiz            | Kawasaki | 22  | 19  | 16  | 18  | 29  | 23  | 21  | 22  | 12  | 17  | 18  | 22  | 22  | 29  | 11  | 12  | 13   |
| 30   | Harry Khouri          | Kawasaki | Rit | 18  | 13  | Rit | Rit | Rit | Rit | Rit | 7   | Rit | Rit | 19  | Rit | 25  | NP  | NP  | 12   |
| 31   | Alessandro Zanca      | Kawasaki | Rit | 16  | 18  | Rit | 13  | 13  | 13  | Rit | 21  | Rit | 15  | 23  | 15  | 30  | 24  | 20  | 11   |
| 32   | Sylvain Markarian     | Kawasaki | Rit | Rit | 17  | 11  | 19  | Rit | 19  | Rit | NP  | NP  | 17  | Rit | 20  | Rit | 20  | 14  | 7    |
| 33   | Wahyu Nugroho         | Yamaha   |     |     |     |     |     |     |     |     |     |     |     |     |     |     | 14  | NP  | 2    |
| 34   | Máté Számadó          | Kawasaki |     |     |     |     |     |     |     |     |     |     | 14  | 27  | 23  | 27  |     |     | 2    |
| 35   | Fenton Seabright      | Yamaha   | 20  | 14  | 25  | Rit | 16  | Rit | Rit | 19  | 17  | 22  | 19  | 21  | 25  | 20  | 16  | 19  | 2    |
| 36   | Dinis Borges          | Kawasaki |     |     |     |     | 15  | 21  |     |     |     |     |     |     |     |     | 19  | 17  | 1    |
| NC   | Ioannis Peristeras    | Yamaha   |     |     | 24  | 21  | 24  | 25  | 23  | 16  | 18  | 23  | 22  | 25  | 24  | 26  | 23  | 16  | 0    |
| -    | Filip Feigl           | Kawasaki |     |     |     |     |     |     |     |     | 23  | 16  |     |     |     |     |     |     | 0    |
| -    | Devis Bergamini       | Yamaha   |     |     |     |     |     |     |     |     |     |     |     |     |     |     | 18  | Rit | 0    |
| -    | Sven Doornenbal       | Kawasaki |     |     | 20  | 22  |     |     |     |     |     |     |     |     |     |     |     |     | 0    |
| -    | Tomás Alonso          | Kawasaki |     |     |     |     | Rit | 20  |     |     |     |     |     |     |     |     | 22  | Rit | 0    |
| -    | Indy Offer            | Yamaha   | 24  | 22  | 26  | 26  | 28  | 27  | 22  | 21  | 22  | Rit | Inf | Inf | Inf | Inf | Inf | Inf | 0    |
| -    | Thom Molenaar         | Kawasaki |     |     | 22  | 23  |     |     |     |     |     |     |     |     |     |     |     |     | 0    |
| -    | Davide Conte          | Kawasaki |     |     | 23  | 24  |     |     |     |     |     |     |     |     |     |     |     |     | 0    |
| -    | Gašper Hudovernik     | Yamaha   | 23  | Rit |     |     |     |     |     |     |     |     |     |     |     |     |     |     | 0    |
| -    | Filippo Rovelli       | Yamaha   |     |     |     |     |     |     |     |     |     |     | Rit | 24  |     |     |     |     | 0    |
| -    | Adolfo Delgado        | Yamaha   |     |     |     |     |     |     |     |     |     |     |     |     | 27  | 28  |     |     | 0    |
| -    | Unai Calatayud        | Yamaha   |     |     |     |     |     |     |     |     |     |     |     |     | 28  | 31  |     |     | 0    |
| -    | Mattia Martella       | Kawasaki |     |     |     |     |     |     | Rit | Rit |     |     |     |     |     |     |     |     | 0    |
| -    | Víctor Rodríguez      | Kawasaki | Rit | Rit |     |     |     |     |     |     |     |     |     |     |     |     |     |     | 0    |
| -    | Loris Chaidron        | Kawasaki |     |     |     |     |     |     |     |     |     |     | NQ  | NQ  |     |     |     |     | 0    |
| Pos  | Pilota                | Moto     |     |     |     |     |     |     |     |     |     |     |     |     |     |     |     |     | P.ti |

| Legenda | 1º posto        | 2º posto            | 3º posto           | A punti      | Senza punti        | Grassetto – Pole position Corsivo – Giro più veloce |
| Legenda | Gara non valida | Non qual./Non part. | Ritirato/Non class | Squalificato | '-' Dato non disp. | Grassetto – Pole position Corsivo – Giro più veloce |

### Sistema di punteggio
| Pos.  | 1  | 2  | 3  | 4  | 5  | 6  | 7 | 8 | 9 | 10 | 11 | 12 | 13 | 14 | 15 | 16> |
| Punti | 25 | 20 | 16 | 13 | 11 | 10 | 9 | 8 | 7 | 6  | 5  | 4  | 3  | 2  | 1  | 0   |

### Costruttori
| Pos. | Costruttore | Motocicletta |   |   |   |    |   |    |     |   |    |   |   |    |    |    |    |   | P.ti |
| ---- | ----------- | ------------ | - | - | - | -- | - | -- | --- | - | -- | - | - | -- | -- | -- | -- | - | ---- |
| 1    | Yamaha      | YZF-R3       | 1 | 1 | 3 | 2  | 1 | 3  | 1   | 1 | 1  | 2 | 1 | 2  | 2  | 3  | 3  | 1 | 343  |
| 2    | Kawasaki    | Ninja 400    | 4 | 4 | 1 | 1  | 2 | 1  | 3   | 2 | 2  | 1 | 5 | 1  | 1  | 1  | 1  | 4 | 326  |
| 3    | KTM         | RC 390 R     | 3 | 3 | 8 | 10 | 7 | 12 | Rit | 6 | 11 | 3 | 4 | 14 | 12 | 17 | 15 | 7 | 119  |